# Pentalophus mandanensis
Pentalophus mandanensis là loài thực vật có hoa trong họ Mồ hôi. Loài này được (Spreng.) A. DC. mô tả khoa học đầu tiên năm 1846.